# Ký tự điều khiển
Trong điện toán và viễn thông, ký tự điều khiển (contral character) hay ký tự không in được (non-printing character - NPC) là một điểm mã (một số) trong một tập ký tự, mà không đại diện cho một ký hiệu viết nào. Nó được dùng làm tín hiệu băng tầng để gây ra các hiệu ứng khác ngoài việc thêm biểu tượng vào văn bản. Tất cả các ký tự chủ yếu khác là để in, in được, hay ký tự đồ họa, ngoại trừ ký tự "khoảng trắng" (space) (xem Những ký tự ASCII in được).
Tất cả các mục trong bảng ASCII bên dưới mã 32 thuộc về loại này, bao gồm CR và LF được sử dụng để phân tách dòng của văn bản. Mã 127 (DEL) cũng là ký tự điền khiển. Tập ASCII mở rộng được định nghĩa bởi ISO 8859 đã thêm vào các mã từ 128 đến 159 làm ký tự điều khiển.